# Municipio de Flemington
El municipio de Flemington (en inglés: Flemington Township) es un municipio ubicado en el condado de Polk en el estado estadounidense de Misuri. En el año 2010 tenía una población de 292 habitantes y una densidad poblacional de 7,56 personas por km².

## Geografía
El municipio de Flemington se encuentra ubicado en las coordenadas 37°46′28″N 93°29′18″O / 37.77444, -93.48833. Según la Oficina del Censo de los Estados Unidos, el municipio tiene una superficie total de 38.61 km², de la cual 38,49 km² corresponden a tierra firme y (0,3 %) 0,12 km² es agua.

## Demografía
Según el censo de 2010, había 292 personas residiendo en el municipio de Flemington. La densidad de población era de 7,56 hab./km². De los 292 habitantes, el municipio de Flemington estaba compuesto por el 96,58 % blancos, el 1,37 % eran amerindios, el 0,34 % eran de otras razas y el 1,71 % eran de una mezcla de razas. Del total de la población el 4,11 % eran hispanos o latinos de cualquier raza.